# Mimudea longipalpalis
Mimudea longipalpalis là một loài bướm đêm trong họ Crambidae.